# Nivenia fruticosa
Nivenia fruticosa là một loài thực vật có hoa trong họ Diên vĩ. Loài này được (L.f.) Baker miêu tả khoa học đầu tiên năm 1877.